# اولبرگ (آریزونا)
اولبرگ (به انگلیسی: Olberg) یک منطقهٔ مسکونی در ایالات متحده آمریکا است که در آریزونا واقع شده‌است. اولبرگ ۳۹۹ متر بالاتر از سطح دریا واقع شده‌است.